# Acetat de crom(II)
L'acetat de crom(II) també conegut com a acetat cromós és el compost de coordinació amb la fórmula Cr₂(CH₃CO₂)₄(H₂O)₂. Aquesta fórmula comunament s'abreuja com Cr₂(OAc)₄(H₂O)₂. Té un enllaç quàdruple Existeix en la forma dihidratada i en la forma anhidra.
Cr₂(OAc)₄(H₂O)₂ és una pols roja diamagnètica és poc soluble en aigua i en metanol.

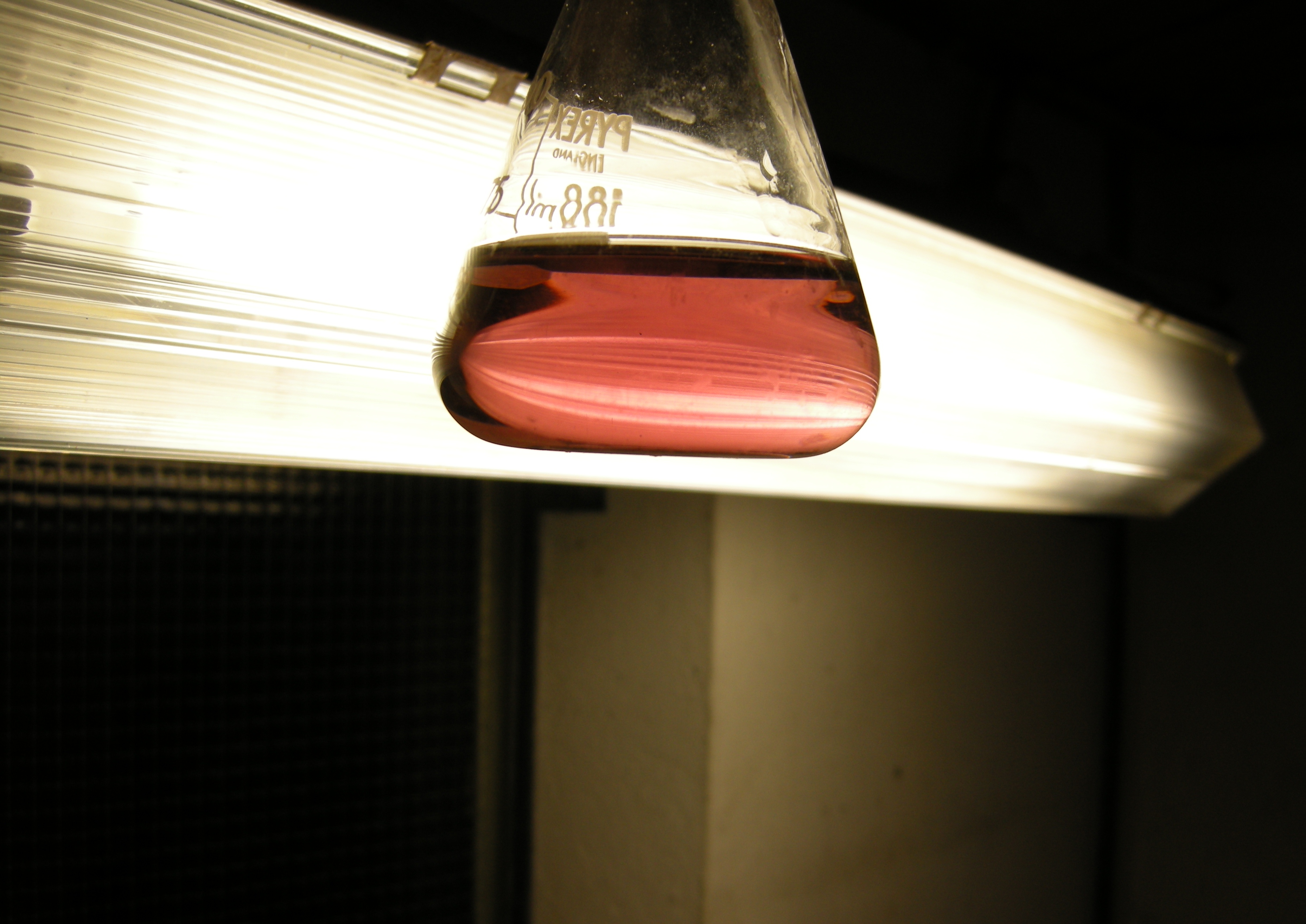
Solució aquosa d'acetat de crom(II)

## Aplicacions
L'acetat de crom(II) té poques aplicacions pràctiques. S'ha usat per a deshalogenar compostos orgànics com α-bromoketones i clorohidrina.
És un bon agent reductor i redueix el O₂ que es troba a l'aire.